# Stammlager VI D

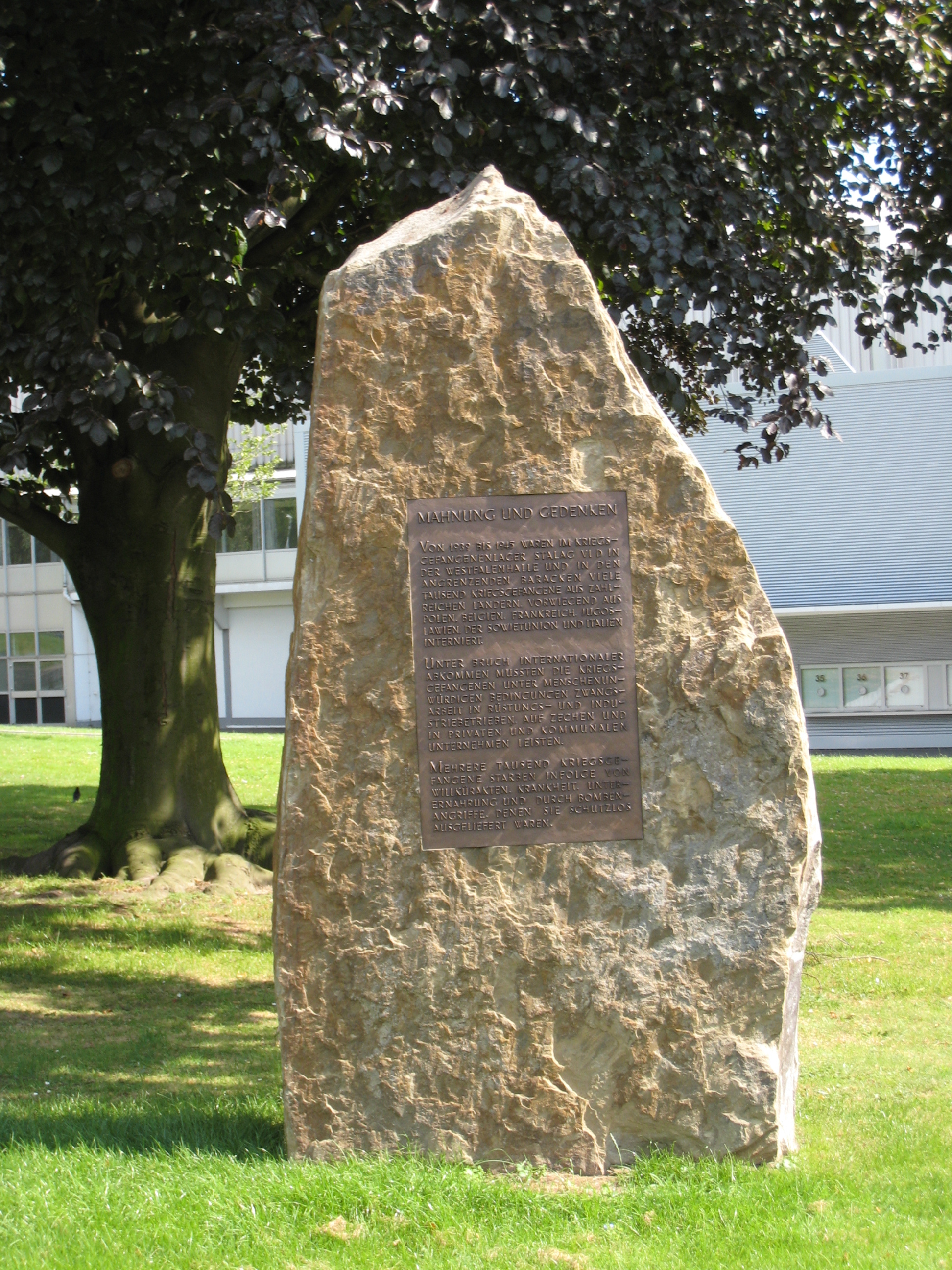
Gedenkstein an das Stammlager VI D vor der heutigen Westfalenhalle III

Das Stammlager VI D war ein Lager für Kriegsgefangene während des Zweiten Weltkrieges in Dortmund.
Das Mannschaftsstammlager VI D Dortmund befand sich auf dem Gelände der Westfalenhallen in Dortmund und war eine zentrale Einrichtung für die Versorgung der Schwerindustrie des Ruhrgebietes mit Kriegsgefangenen. Der Wehrkreis VI entsprach in seiner Ausdehnung in etwa dem heutigen Nordrhein-Westfalen und dem westlichsten Teils Niedersachsens. Das Stammlager VI D war das vierte im Wehrkreis angelegte Kriegsgefangenenlager. Es diente der Zuteilung der Kriegsgefangenen in Arbeitskommandos.
Das Stammlager VI D war ab September 1939 in der Westfalenhalle eingerichtet. Dort waren polnische und französische Kriegsgefangene untergebracht. Im Herbst 1941 kamen die ersten sowjetischen Kriegsgefangenen in das Stalag VI D. Sie waren im Lager C des Stalag VI D untergebracht. Dafür wurden im umliegenden Volkspark Dortmund Holzbaracken errichtet, die zur Unterbringung der Gefangenen dienten. Das Barackenlager hatte eine Fläche von 17 Hektar und bestand bis März 1945.
Das Lager durchliefen mehr als 300.000 Kriegsgefangene. Etwa 10.000 befanden sich zeitgleich dort. Dem Kriegsgefangenenlager Stammlager VI D unterstanden organisatorisch und verwaltungstechnisch allein in Dortmund etwa 300 Arbeitskommandos. Die Kriegsgefangenen, die hauptsächlich aus Polen, Frankreich und der UdSSR kamen, wurden in der Dortmunder Schwerindustrie sowie in Betrieben im Sauerland und im Münsterland eingesetzt.
Viele der Kriegsgefangenen überlebten den Aufenthalt im Stammlager VI D nicht. Sie wurden anonym auf dem Internationalen Friedhof am Rennweg in Dortmund begraben. Durch intensive Nachforschungen konnten die Namen 2.400 sowjetischen Kriegsgefangenen ermittelt werden. Ein Ehrenmal erinnert heute an die sowjetischen Kriegsgefangenen und Zivilarbeiterinnen und Zivilarbeiter, die in Dortmund Zwangsarbeit leisten mussten und hier ums Leben gebracht wurden und an 117 Kinder sowjetischer Zivilarbeiterinnen. Inzwischen sind 4474 Namen von sowjetischen Kriegsopfern bekannt.
2005 erschien mit „Wahrzeichen ohne Gedenken – Kriegsgefangenschaft in der Westfalenhalle“ eine filmische Dokumentation über das Lager. Gedreht wurde der 40-minütige Film von zwei Dortmunder Journalistik-Studenten unter Mitarbeit einer mit dem Thema befassten Historikerin. Zu Wort kommen darin auch zwei italienische Überlebende des Lagers. Nach Ausstrahlung des Films im Dortmunder Stadtfernsehen „Florian TV“ wurde seitens der Stadt, der Westfalenhallen und einiger Historiker die Frage eines würdigen Gedenkens an die Opfer thematisiert.
2007 wurde ein Gedenkstein zur Erinnerung an das Stammlager VI D errichtet. Er befindet sich in der Nähe des Nordeingangs des Messezentrums.